# Endenergie

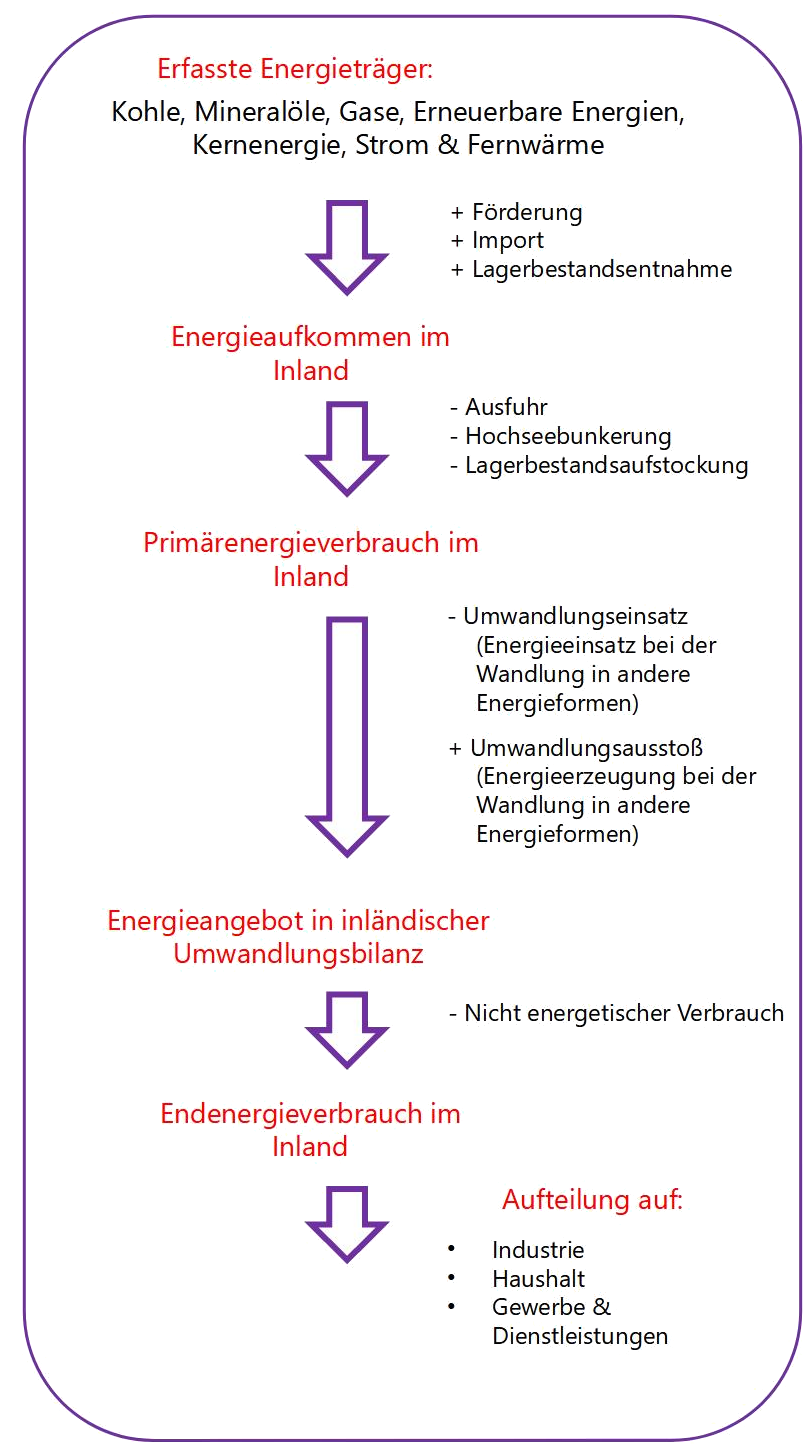
Aufbau einer Energiebilanz: Vom Primärenergieaufkommen zum Endenergieverbrauch

Endenergie ist die von Industrie, Haushalt, Gewerbe und Dienstleistungen in einer Volkswirtschaft eingesetzte Energie. Dafür können Primärenergieträger genutzt werden, etwa Erdgas, oder sekundäre Energieformen, darunter elektrischer Strom aus chemischer Energie von Kohle und Kraftstoffe aus fraktionierter Destillation von Erdöl.
Da bei Umwandlung und Transport immer etwas Energie in nutzlose Wärme bei niedriger Temperatur übergeht, verursacht der Endenergiebedarf einen höheren Primärenergiebedarf. Dieser enthält alle Umwandlungs- und Übertragungsverluste. In Energiebilanzen wird der Weg der Energie vom Primärenergieaufkommen über die teilweise Wandlung in sekundäre Energieträger detailliert nachvollzogen und oftmals auch grafisch dargestellt.
Die Endenergie wird sodann für verschiedene Zwecke genutzt. Das Verhältnis von Dienstleistungs-, Waren- oder Energieertrag (Output) zur zugeführten Endenergie bezeichnet man als Energieeffizienz.
Endenergie ist nicht zu verwechseln mit der Nutzenergie. Beispielsweise ist die Nutzenergie einer Glühbirne nur der Teil des Stroms, der in Licht gewandelt wird.

## Endenergiebedarf
Da ein Teil der Primärenergieträger zunächst in Sekundärenergieträger (wie z. B. Strom oder Kraftstoffe) umgewandelt wird, weicht die Aufteilung des Endenergiebedarfs nach Energieträgern erheblich von der des Primärenergiebedarfs ab.

### Deutschland
Der Verkehr hat den größten Anteil am Endenergieverbrauch in Deutschland. Die 41,304 Millionen Haushalte verbrauchten 2018 etwa  26 % der Endenergie.
| Sektor                                      | absolut in Petajoule | relativ |
| ------------------------------------------- | -------------------- | ------- |
| Bergbau, Verarbeitendes Gewerbe (Industrie) | 2.601                | 29,0 %  |
| Verkehr                                     | 2.743                | 30,6 %  |
| Private Haushalte                           | 2.320                | 25,8 %  |
| Gewerbe, Handel, Dienstleistungen           | 1.299                | 14,5 %  |
| Insgesamt                                   | 8.963                | 100,0 % |

Bedeutendster Endenergieträger sind die Mineralölprodukte, gefolgt von Gasen und elektrischem Strom. Anders als beim Primärenergieverbrauch spielen Kohlen keine große Rolle beim Endenergieverbrauch. Eine wachsende Bedeutung haben die erneuerbaren Energieträger und darunter insbesondere die Biomasse. Im 2021 wurden 19,7 % des deutschen Endenergieverbrauchs durch erneuerbare Energieträger gedeckt.
| Energieträger                                                      | absolut in Petajoule | relativ |
| ------------------------------------------------------------------ | -------------------- | ------- |
| Steinkohle                                                         | 360                  | 4,0 %   |
| Braunkohle                                                         | 86                   | 1,0 %   |
| Kraftstoffe und übrige Mineralölprodukte                           | 2.693                | 30,0 %  |
| Heizöl schwer                                                      | 11                   | 0,1 %   |
| Heizöl leicht                                                      | 542                  | 6,0 %   |
| Gase Flüssiggas, Raffineriegas, Kokereigas, Gichtgas und Naturgase | 2.294                | 25,6 %  |
| Strom                                                              | 1.848                | 20,6 %  |
| Fernwärme                                                          | 394                  | 4,4 %   |
| Brennholz, Brenntorf, Klärschlamm und Müll                         | 735                  | 8,2 %   |
| Insgesamt                                                          | 8.963                | 100,0 % |

### Österreich
| Sektor                 | absolut in Petajoule | relativ |
| ---------------------- | -------------------- | ------- |
| Landwirtschaft         | 22,40                | 2,0 %   |
| Sachgüterproduktion    | 323,65               | 28,8 %  |
| Transport              | 402,45               | 35,7 %  |
| Dienstleistungsbereich | 105,33               | 9,4 %   |
| Private Haushalte      | 272,11               | 24,2 %  |
| Insgesamt              | 1.125,95             | 100 %   |

| Energieträger                                                          | absolut in Petajoule | relativ |
| ---------------------------------------------------------------------- | -------------------- | ------- |
| Steinkohle, Koks                                                       | 11,85                | 1,1 %   |
| Braunkohle                                                             | 1,93                 | 0,2 %   |
| Mineralölprodukte Diesel, Benzin, Petrolkoks, Gasöl, Heizöl, Petroleum | 426,75               | 37,9 %  |
| Gase Flüssiggas, Naturgas, Gichtgas, Kokereigas                        | 204,80               | 18,2 %  |
| Biogene Brenn- und Treibstoffe, Brennholz                              | 149,41               | 13,3 %  |
| Elektrische Energie                                                    | 227,07               | 20,2 %  |
| Fernwärme                                                              | 70,73                | 6,3 %   |
| Brennbare Abfälle                                                      | 11,46                | 1,0 %   |
| Umgebungswärme etc.                                                    | 21,95                | 2,0 %   |
| Insgesamt                                                              | 1.125,95             | 100 %   |

### Schweiz
Erdölprodukte deckten 2018 mit 409,93 Petajoule knapp die Hälfte des schweizerischen Endenergieverbrauchs. Die Erdölprodukte haben in der Schweiz also eine größere Bedeutung als in Deutschland; beim Erdgas ist es genau umgekehrt. Ein Viertel des Endenergiebedarfs wurde 2018 durch elektrischen Strom gedeckt. Durch Energieeffizienzmaßnahmen hat der Endenergieverbrauch pro Kopf von 2010 bis 2020 um rund 25,2 Prozent abgenommen.
| Energieträger               | absolut in Petajoule | relativ |
| --------------------------- | -------------------- | ------- |
| Erdölprodukte               | 409,93               | 49,3 %  |
| Elektrizität                | 207,53               | 25,0 %  |
| Gas                         | 112,28               | 13,5 %  |
| Kohle                       | 4,29                 | 0,5 %   |
| Holzenergie                 | 38,31                | 4,6 %   |
| Fernwärme                   | 19,40                | 2,3 %   |
| Industrieabfälle            | 10,87                | 1,3 %   |
| Übrige erneuerbare Energien | 28,27                | 3,4 %   |
| Insgesamt                   | 830,88               | 100,0 % |

## Speziellere Definitionen

### Endenergie von Gebäuden im Sinne des Gebäudeenergie-Gesetzes
Die im Energieausweis angegebenen Werte wurden bis 2020 nach der EnEV berechnet und jetzt nach dem GEG. Die dort ausgewiesenen Primär- und Endenergiebedarfe von Gebäuden enthalten nicht die erneuerbare Energie, die „im unmittelbaren räumlichen Zusammenhang zu dem Gebäude erzeugt […] wird,“ (z. B. Wärme aus einem Sonnenkollektor oder Umweltwärme aus der Außenluft, die eine Wärmepumpe nutzt). Folglich stellen die Angaben im Energieausweis keine auch nur annähernd adäquate Wiedergabe der physikalischen Gegebenheiten eines Gebäudes dar.

### Bruttoendenergieverbrauch
In der Erneuerbare-Energien-Richtlinie (Richtlinie 2009/28/EG) wurde in Artikel 2 Punkt f ein Bruttoendenergieverbrauch definiert:

„Energieprodukte, die der Industrie, dem Verkehrssektor, Haushalten, dem Dienstleistungssektor einschließlich des Sektors der öffentlichen Dienstleistungen sowie der Land-, Forst- und Fischereiwirtschaft zu energetischen Zwecken geliefert werden, einschließlich des durch die Energiewirtschaft für die Elektrizitäts- und Wärmeerzeugung entstehenden Elektrizitäts- und Wärmeverbrauchs und einschließlich der bei der Verteilung und Übertragung auftretenden Elektrizitäts- und Wärmeverluste[.]“

Anders als beim klassisch definierten Endenergieverbrauch sind im Bruttoendenergieverbrauch also auch ein Teil der Verluste bei Erzeugung und Transport einberechnet.